# روبي وليامز (لاعب سنوكر)
روبي وليامز (بالإنجليزية: Robbie Williams)‏ هو لاعب سنوكر بريطاني، ولد في 28 ديسمبر 1986 في والاسي في المملكة المتحدة.

## روابط خارجية
- روبي وليامز على موقع CueTracker.net (الإنجليزية)
- روبي وليامز على موقع بطولة العالم للسنوكر (الإنجليزية)